# Francisco Javier Barros
Francisco Javier Barros Torres; político y abogado chileno. Nació en San Felipe, en 1817. Falleció en Valparaíso, en 1896. Hijo de don Nicanor Barros Sierra y doña Mercedes Torres Arriagada. Casado con Sonia del Carmen Bustos Díaz.
Estudió en el Instituto Nacional, donde se graduó de abogado en 1848. Posteriormente fue decano de la Facultad de Derecho de la Universidad de Chile y catedrático de derecho romano del Instituto Nacional.
De tendencias liberales, fue opositor férreo a los ideales portalianos de la Constitución de 1833 y del régimen conservador implantado en 1831.
Elegido Diputado por Valdivia en 1852, integró en este período la Comisión permanente de Educación y Beneficencia. Con posterioridad, se alejó del mundo político, desempeñando su profesión en Valparaíso.